# Maromba
Maromba is een geslacht van hooiwagens uit de familie Gonyleptidae.
De wetenschappelijke naam Maromba is voor het eerst geldig gepubliceerd door H. E. M. Soares & B. A. Soares in 1954. 

## Soorten
Maromba is monotypisch en omvat slechts de volgende soort:
- Maromba dandrettai